# Aguirre, la còlera de Déu
Aguirre, la còlera de Déu (títol original en alemany: Aguirre, der Zorn Gottes) és una pel·lícula alemanya dirigida per Werner Herzog, estrenada el 1972. Ha estat doblada al català.

## Argument
En el segle xvi, una expedició espanyola comissionada per Pizarro surt a la recerca d'El Dorado sota el comandament de Pedro de Ursúa. Lope de Aguirre, un dels seus tinents, il·luminat i megalòman, s'oposa a la seva autoritat. Les seves accions per sabotejar l'expedició es multipliquen. Quan Ursúa ordena una parada de les recerques, Aguirre llança un motí contra ell i imposa la «consagració» d'un noble del grup, Fernando de Guzmán, com a «emperador d'Eldorado». Fa executar els partidaris de l'antic cap, llevat del mateix Ursúa. Els homes restants, sota les ordres d'Aguirre i Guzmán, embarquen a bord d'un rai i baixen el riu amb l'esperança de trobar la ciutat d'or.

## Repartiment
- Klaus Kinski: Don Lope de Aguirre
- Helena Rojo: Inez de Atienza
- Del Negro: don Gaspar de Carvajal
- Ruy Guerra: don Pedro de Ursúa
- Peter Berling: don Fernando de Guzman
- Cecilia Rivera: Flores de Aguirre
- Daniel Ades: Perucho
- Armando Polanah: Armando
- Edward Roland: Okello
- Daniel Farafan, Alejandro Chavez, Antonio Marquez, Julio Martinez, Alejandro Repullès: els indis

## Al voltant de la pel·lícula
- La història del conquistador Aguirre, inspirada sobretot en cròniques de Gaspar de Carvajal, és autèntica però la realitat és una mica diferent de la ficció de la pel·lícula: lluny de perdre's a l'Amazones com es deixa creure al final de la pel·lícula, va arribar fins a l'Atlàntic amb la seva tropa i va atacar les possessions espanyoles.
- Al començament de la pel·lícula, Aguirre dona a la seva filla un petit  peresós.
- La pel·lícula va ser rodada en sis setmanes a Cuzco al Perú.[3]
- Les escenes sobre el riu han estat realitzades en ràpids extremadament perillosos, els tècnics estaven lligats per cordes als rais i Werner Herzog així com el seu operador van ser a mercè de les onades i de les turbulencies.[3]
- Klaus Kinski estava tan histèric en el plató de rodatge que feia por als indis cada vegada que discutia amb Herzog.[3]
- El segon dia de rodatge Kinski va demanar Herzog que acomiadés sense cap raó membres de l'equip. Havent-ho refusat, el realitzador va provocar la còlera de l'actor i aquest va amenaçar de marxar del rodatge. Herzog va anunciar llavors a l'actor que si marxava, el mataria d'un tret, i Kinski, terroritzat, va xisclar «policia! » enmig de la jungla (No hi havia cap poble a menys de 650 km)[3] i es va quedar en el rodatge.

## Llocs de rodatge[calcitació]
- Cuzco
- Riu Huallaga
- Riu Nanay
- Riu Urubamba

## Nominacions[calcitació]
- Césars 1976: César a la millor pel·lícula estrangera